# Озера «Очеретяні»
О́зера «Очеретя́ні» — комплексна пам'ятка природи місцевого значення в Україні. Розташована в межах Хотинського району Чернівецької області, на північ від села Ширівці.
Площа 4,6 га. Статус надано згідно з рішенням облвиконкому від 16.06.2000 року № 82-11/2000. Перебуває у віданні Шировецької сільської ради.
Статус надано з метою збереження цінних водно-болотних природних комплексів у двох реліктових карстових лійках вершинного плато Хотинської височини. Озера-лійки круглої форми. У посушливі пори вода в ним майже зникає.
Більше озеро має діаметр 200 м і глибину 3-4 м. За 380 м на схід від нього розташоване менше озеро. Днища озер порослі очеретом звичайним, гогозом вузьколистим та іншими вологолюбними рослинами.